# Otto Vergaerde
Otto Vergaerde   (Gant, 15 de juliol de 1994) és un ciclista belga, professional des del 2014 i actualment corre a l'equip Lidl-Trek. Combina la carretera amb el ciclisme en pista.

## Palmarès en pista
- 2013
  -  Campió de Bèlgica en Persecució per equips
  -  Campió de Bèlgica en Velocitat per equips
- 2014
  -  Campió d'Europa en Scratch

## Palmarès en carretera

### Resultats al Giro d'Itàlia
- 2022. 119è de la classificació general
- 2023. 98è de la classificació general

### Resultats a la Volta a Espanya
- 2023. 113è de la classificació general